# Pieter van den Hoogenband
Pieter Cornelis Martijn van den Hoogenband (Maastricht, 14. ožujka 1978.) je bivši nizozemski plivač.